# Herman Ier de Weimar-Orlamünde
Hermann Ier, né vers 1130 et décédé le 19 octobre 1176, est membre de la maison d'Ascanie, fils d'Albert l'Ours et de Sophie de Winzenbourg. Il a été comte de Weimar-Orlamünde de 1167 jusqu'à sa mort.

## Biographie
Hermann est le second fils d'Albert l'Ours (mort en 1170), comte de Ballenstedt en Saxe, et de son épouse Sophie (1105-1160), probablement une fille du comte Hermann Ier de Winzenbourg. Vers 1124, son père avait été nommé margrave de la marche de Lusace par Lothaire de Supplinbourg, duc de Saxe et futur empereur. Il a néanmoins perdu ce titre en 1131 ; au lieu de cela, il fut inféodé en 1134 avec la marche du Nord, à ce temps en grande partie sous le pouvoir des tribus slaves (Wendes). En 1140, il a hérité aussi du patrimoine des comtes de Weimar-Orlamünde en Thuringe. 
Après la mort de l'empereur Lothaire en 1137, Albert l'Ours a même reçu le titre de duc de Saxe, dignité qu'il avait cédé à Henri le Lion en 1142. Au cours de la colonisation germanique, il a créé la marche de Brandebourg en 1157. Du vivant de son père, en 1167, Hermann recevait le comté de Weimar-Orlamünde. Il fut fondateur de la branche des comtes ascaniens d'Orlamünde éteinte en 1423 et de la lignée des comtes de Weimar éteinte en 1486.

## Union et postérité
Marié avec Irmgarde († 1172), dont :
- Siegfried III d'Orlamünde, + 1206; marié à Lübeck en 1181 avec Sophie du Danemark ;
- Albert, + 1229.